# 스티브 바이어스
스티브 바이어스(Steve Byers, 1976년 12월 31일 ~ )는 캐나다의 배우이다.
스카버러에서 태어났다.

## 출연 작품
- 호숫가 살인사건: 톤우드 미스터리 (2017년) - 헤이든 블레이크 역
- 플랫라이너 (2017년)
- 다이하드 스왓 (2015년) - 스콧 캘러웨이 역
- 더 맨 인 더 하이 캐슬 (2015년)
- 토탈 리콜 (2012년) - 헨리 리드 역
- 신들의 전쟁 (2011년) - 헤라클레스 역
- 와일드 로즈 (2009년)
- 마이 도터스 시크릿 (2007년) - 브렌트 역
- 드레스덴 파일 (2007년)
- 원 웨이 (2007년)
- My Brother's Keeper (2004) - 빅터 스탠튼 역
- 하우스 오브 더 데드 (2003년)
- 하트 오브 아메리카 (2002년)
- 슬랩 샷 2 (2002년)

### 텔레비전
- 어게인스트 더 월
- 팰콘 비치 (2006년)